# 迪南杜古
迪南杜古（法語：Dinandougou），是馬里的城鎮，位於該國西部，由庫利科羅區的庫利科羅省負責管轄，面積534平方公里，海拔高度303米，2005年人口17,841，人口密度每平方公里33人。